# Communauté de communes Rhône Helvie
La communauté de communes Rhône Helvie est une ancienne communauté de communes française, située dans le département de l'Ardèche en région Auvergne-Rhône-Alpes.

## Historique
La communauté de communes a été créée par l'arrêté préfectoral no 2000-768 du 26 mai 2000 et entrée en fonctionnement le 1er janvier 2001. Elle prend le nom de « Rhône Helvie » par un autre arrêté du 8 juin 2001 ; la commune de Saint-Thomé rejoint la structure par un arrêté du 19 juin 2003.
Le schéma départemental de coopération intercommunale de 2015 impose la fusion avec une autre structure intercommunale ; bien que le seuil de population soit compris entre 5 000 et 15 000 habitants, Rhône Helvie ne bénéficie d'aucune dérogation pour que cette communauté de communes soit maintenue en l'état.
Il propose la fusion avec la communauté de communes Barrès-Coiron. La structure fusionnée partage en partie le même bassin de vie et d'emploi de Montélimar, ainsi que la même aire urbaine, par ailleurs elle est incluse dans le SCOT interdépartemental de la Basse vallée du Rhône.
Cette fusion est confirmée en mars 2016.
Le nom de la nouvelle structure est la communauté de communes Ardèche Rhône Coiron.

## Territoire communautaire

### Géographie
La communauté de communes est située au sud-est du département de l'Ardèche, « le long du couloir rhodanien ».

### Composition
La communauté de communes est composée des cinq communes suivantes, appartenant à l'ancien canton de Viviers ; depuis le redécoupage des cantons de 2014, les cinq communes appartiennent au canton du Teil :
| Nom             | Code Insee | Gentilé       | Superficie (km2) | Population (dernière pop. légale) | Densité (hab./km2) |
| --------------- | ---------- | ------------- | ---------------- | --------------------------------- | ------------------ |
| Le Teil (siège) | 07319      | Teillois      | 26,59            | 8 376 (2014)                      | 315                |
| Alba-la-Romaine | 07005      | Albains       | 30,46            | 1 409 (2014)                      | 46                 |
| Aubignas        | 07020      | Aubignassiens | 15,42            | 487 (2014)                        | 32                 |
| Saint-Thomé     | 07300      |               | 19,65            | 444 (2014)                        | 23                 |
| Valvignères     | 07332      | Valvignérois  | 29,78            | 502 (2014)                        | 17                 |

### Démographie
| 1968   | 1975  | 1982  | 1990  | 1999   | 2008   | 2013   |
| ------ | ----- | ----- | ----- | ------ | ------ | ------ |
| 10 296 | 9 794 | 9 734 | 9 698 | 10 206 | 10 544 | 11 089 |

## Politique et administration

### Siège
Le siège de la communauté de communes est situé au Teil.

### Les élus
La communauté de communes est gérée par un conseil communautaire composé de 26 membres représentant chacune des communes membres.
Ils sont répartis comme suit :
| Nombre de délégués | Communes                           |
| ------------------ | ---------------------------------- |
| 12                 | Le Teil                            |
| 5                  | Alba-la-Romaine                    |
| 3                  | Aubignas, Saint-Thomé, Valvignères |

### Présidence
En 2014, le conseil communautaire a élu son président, Bernard Noël (chargé du personnel et du développement économique), et désigné ses cinq vice-présidents qui sont :
| No | Identité          | Qualité                 | Chargé de                 |
| -- | ----------------- | ----------------------- | ------------------------- |
| 1  | Jacques Lebrat    | Maire de Valvignères    | Logement et cadre de vie  |
| 2  | Gilbert Petitjean | Maire de Saint-Thomé    | Finances et environnement |
| 3  | Christian Bosquet | Maire d'Aubignas        | Action sociale            |
| 4  | André Volle       | Maire d'Alba-la-Romaine | Tourisme                  |
| 5  | Olivier Peverelli | Maire du Teil           | Culture                   |

### Compétences
L'intercommunalité exerce des compétences qui lui sont déléguées par les communes membres.
Compétences obligatoires :
- aménagement de l'espace communautaire : élaboration, mise en œuvre, révision et suivi d'un schéma de cohérence territoriale et d'un schéma de secteur, élaboration et gestion de zones d'aménagement concerté, actions dans le cadre de la politique de Pays ;
- développement économique : aménagement, entretien, gestion de zones d'activités industrielle, commerciale, tertiaire, artisanale ou touristique, opérations de restructuration de l'artisanat et du commerce, actions de développement économique, aménagement et gestion d'immobilier d'entreprise d'intérêt communautaire.

Compétences optionnelles :
- politique du logement social d'intérêt communautaire et actions par des opérations d'intérêt communautaire en faveur du logement des personnes défavorisées ;
- élimination et valorisation des déchets ménagers et assimilés (et adhérant au syndicat des Portes de Provence pour le traitement des déchets - SYPP).

Compétences facultatives :
- protection et mise en valeur de l'environnement et soutien aux actions de maîtrise de la demande d'énergie ;
- action sociale ;
- tourisme ;
- culture ;
- communications électroniques.

### Régime fiscal et budget
La communauté de communes applique la fiscalité professionnelle unique.
En 2014, elle a établi trois budgets : un budget principal, un budget annexe pour la zone d'activités, et un troisième pour le service public d'assainissement non collectif.
|          | Fonctionnement | Investissement |
| -------- | -------------- | -------------- |
| Recettes | 6 604 826,10 € | 1 424 114,51 € |
| Dépenses | 5 813 247,93 € | 969 922,53 €   |

## Projets et réalisations
- Création d'une pépinière d'entreprises « Le Faisceau Sud »[9], avec six entreprises installées à fin 2014[1]
- Acquisition de la compétence jeunesse en 2012[10]
- Adoption d'un programme local de l'habitat en avril 2012, avec une maison de l'habitat[11]